# Små børn
Små børn è un singolo del rapper norvegese Gilli, pubblicato il 27 agosto 2012. 

## Tracce
1. Små børn – 3:08